# Club cévenol
Pour les articles homonymes, voir Cévenol.
Ne doit pas être confondu avec Académie cévenole.
Le Club cévenol est une association visant à préserver le patrimoine des Cévennes et des Causses tout en favorisant la création d'activités et le tourisme dans cette région. Elle est créée le 18 septembre 1894 à Florac par Paul Arnal et de jeunes émules enthousiastes du spéléologue Édouard-Alfred Martel (créateur de la spéléologie moderne, à la fois science et sport). 

## Histoire
L'association était au départ une société de spéléologie, la première créée en France (« Un baptême de l’abîme est indispensable à tout membre du club », a dit son fondateur).
Elle était aussi (et est toujours) une société de tourisme et à ce titre, la troisième en France après celles de Gérardmer et de Grenoble. Paul Arnal, encore étudiant en théologie (il était un pasteur protestant), y réunit toutes les bonnes volontés, loin des querelles partisanes ou religieuses, sur le terrain neutre du tourisme, pour le bien commun des Cévennes et des Causses, deux « pays », voisins mais distants, pour lesquels le Club cévenol entendait être un lien puissant.
Dans l’action commune d'hommes désintéressés qui partagent le souci de l’avenir matériel et moral de leur petite patrie, il a fait avancer la réconciliation, encore difficile mais qu'il estimait déjà possible à l’aube du XXe siècle, entre ceux de ses contemporains qui acceptèrent « loyalement et lucidement de laisser en arrière les haines de clocher, les rancunes familiales, les passions encore mal éteintes ».

## Organisation

### Présidents
Le Club cévenol est présidé par Anatole Moulharac (1894-1900), Henri Boland (1900-1909), Paul Gal (1910-1913), Amédée de Rouville (1914-1924), Pierre de Chambrun (1925-1951), André de Rouville (1952-1972), Jean Schloesing (1972-1975), Philippe Joutard (1975-2001), Jean-Hugues Carbonnier (2002-2009), puis depuis janvier 2009 par Patrick Cabanel.

### Secrétaires généraux
- 1895 : Philadelphe Delord ;
- 1896 : Paul Arnal ;
- 1950 : Louis Balsan ;
- 1976 : Olivier Poujol ;
- 1985 : Maurice Bonfils ;
- 1996 : Jacqueline Protino ;
- 2006 : Pierre Chillet-Pijac ;
- 2007 : interim P. Valette ;
- 2010 : Martin Trouchaud ;
- 2015 : Gérard Dupuis.

## Objectifs
Les trois objectifs du Club sont :
- sauvegarder le patrimoine naturel et culturel des Cévennes et des Causses ;
- encourager toutes les initiatives orientées vers le maintien et la création d'activités permettant aux Cévenols et aux Caussenards de continuer à vivre dans leur pays ;
- favoriser les formes d'un tourisme qui sache respecter les traditions d'accueil et d'hospitalité des Cévennes et des Causses.

La vie de ce club s'articule autour de quatre axes :
- la commission d'action au service des Cévennes ;
- la revue trimestrielle Causses et Cévennes et les publications ;
- la vie administrative ;
- le congrès.

Le siège social fut d'abord Florac (Lozère) ; puis Paris (au musée social, 5 rue Las-Cases, Paris 7e) ; 
Aujourd'hui : Club cévenol, Hôtel de ville du Vigan, place Quatrefages-de-Laroquète, 30120 Le Vigan

## Sections
Le Club cévenol est composé de nombreuses sections locales. Le plus grand nombre de sections se trouve logiquement dans les Départements du Gard (10) et de la Lozère (9).
- Gard :
  - Alès ;
  - Anduze ;
  - Le Vigan ;
  - Nîmes ;
  - Saint-Jean-du-Gard ;
  - Uzès ;
  - Vallée Borgne ;
  - Vézénobres ;
  - Lasalle ;
  - Saint-Hippolyte-du-Fort.

- Lozère :
  - Le Pompidou ;
  - Barre-des-Cévennes ;
  - Florac ;
  - Meyrueis ;
  - Mont Lozère ;
  - Saint-Germain-de-Calberte ;
  - Sainte-Enimie Gorges et Causses ;
  - Vallée Française ;
  - Vallée Longue / Collet-de-Dèze.

- Aveyron :
  - Millau ;
  - Saint-Jean-du-Bruel.

- Hérault :
  - Ganges ;
  - Section héraultaise Montpellier Hérault.

- Tarn : Mazamet et Montagne Noire ;
- Ardèche : Ardèche Païolive ;
- Bouches-du-Rhône : Marseille et Bouches-du-Rhône ;
- Paris : Paris et Île-de-France.

## Médaille
Le Club distribue une médaille depuis 1896. 
Ses lauréats sont : 